# Trail Ridge Road

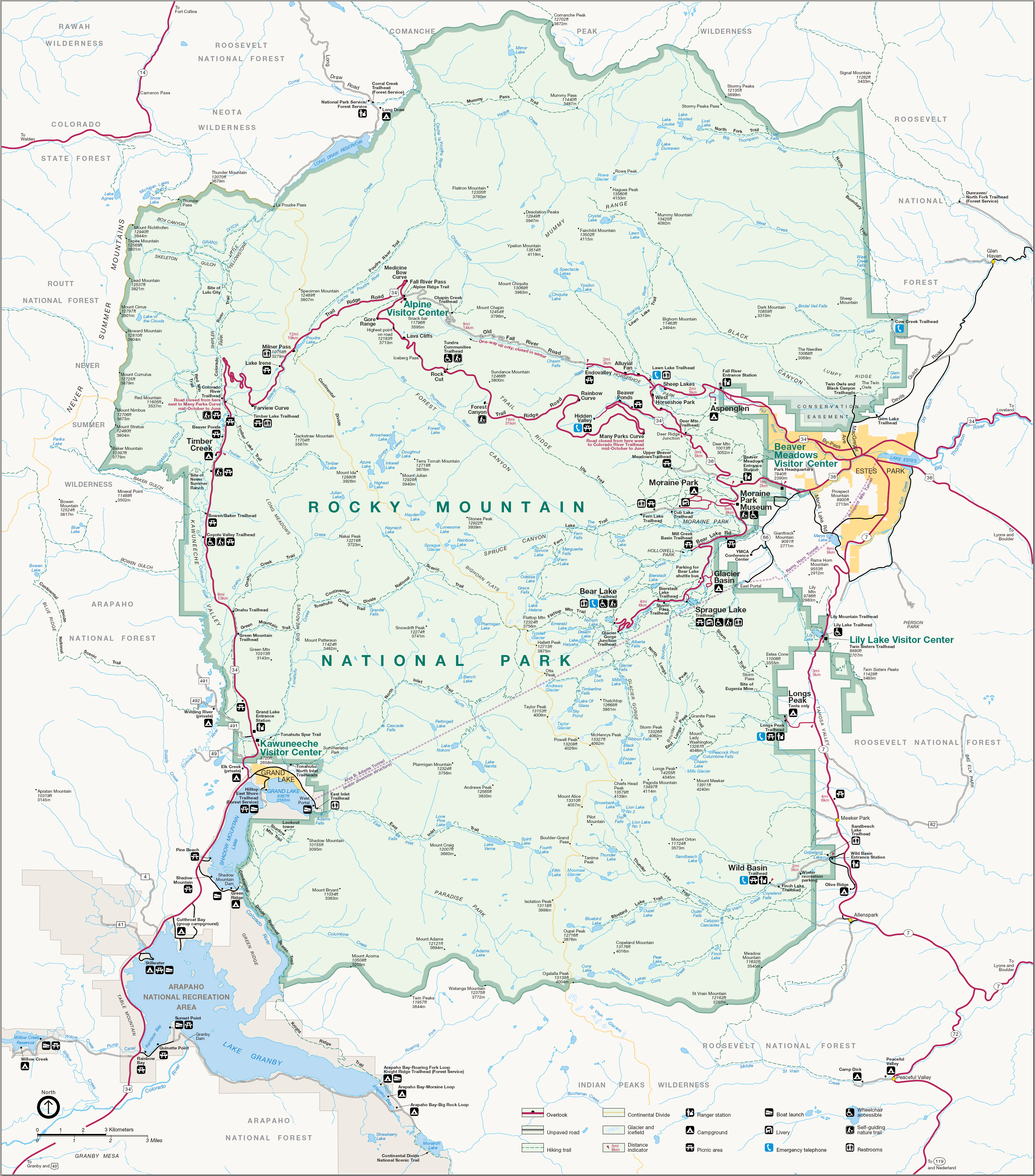
Verlauf der Trail Ridge Road durch den Nationalpark

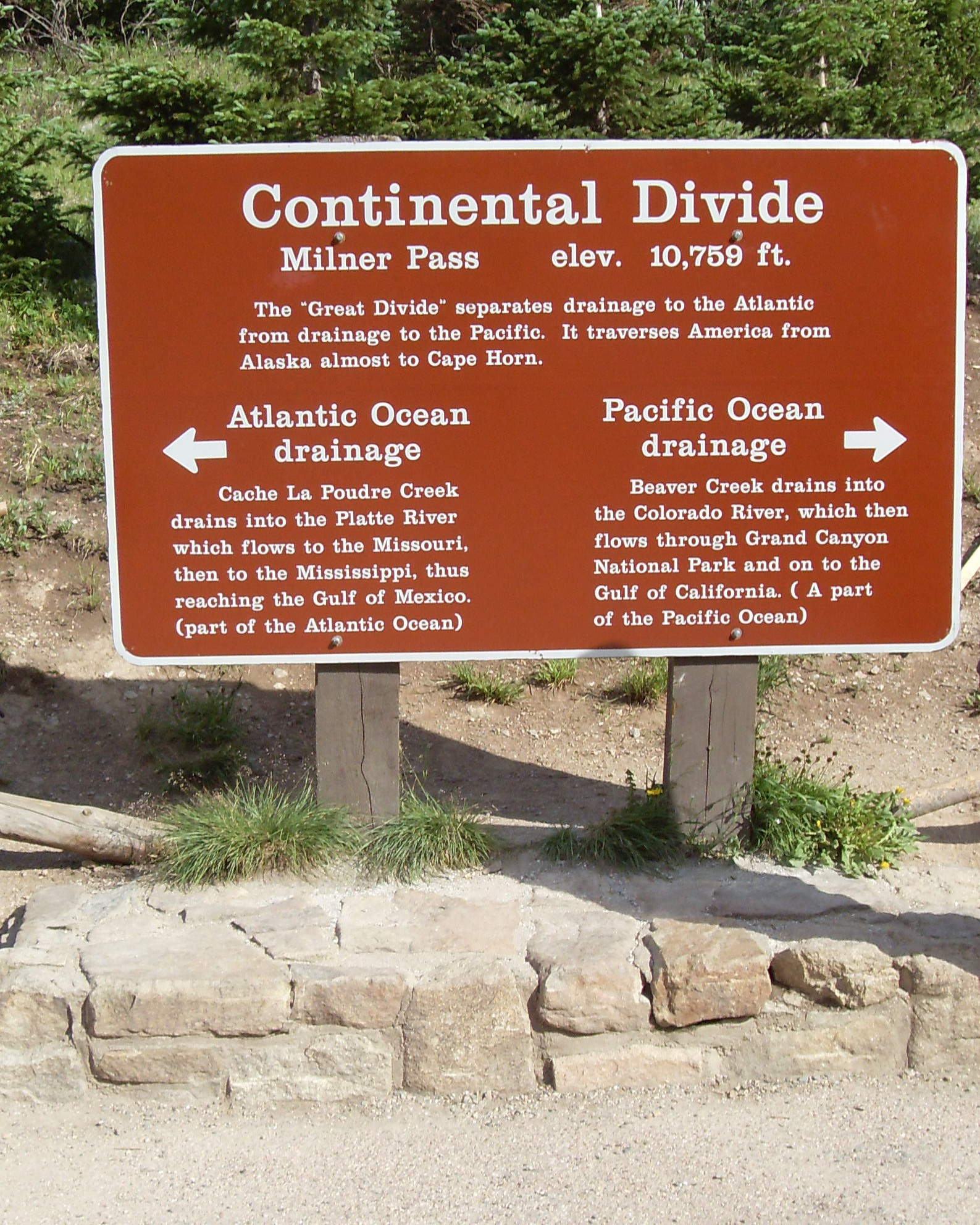
Continental Divide am Milner Pass

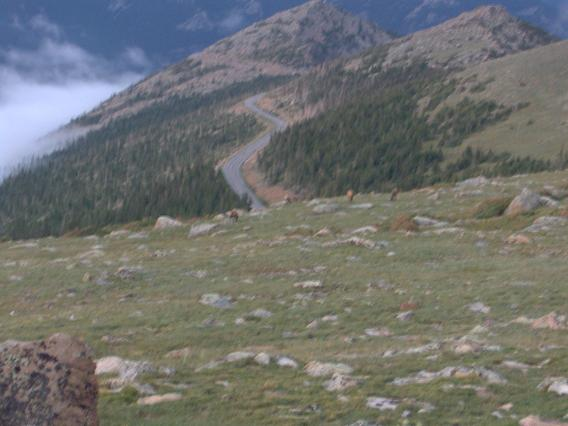
Sicht auf die Trail Ridge Road

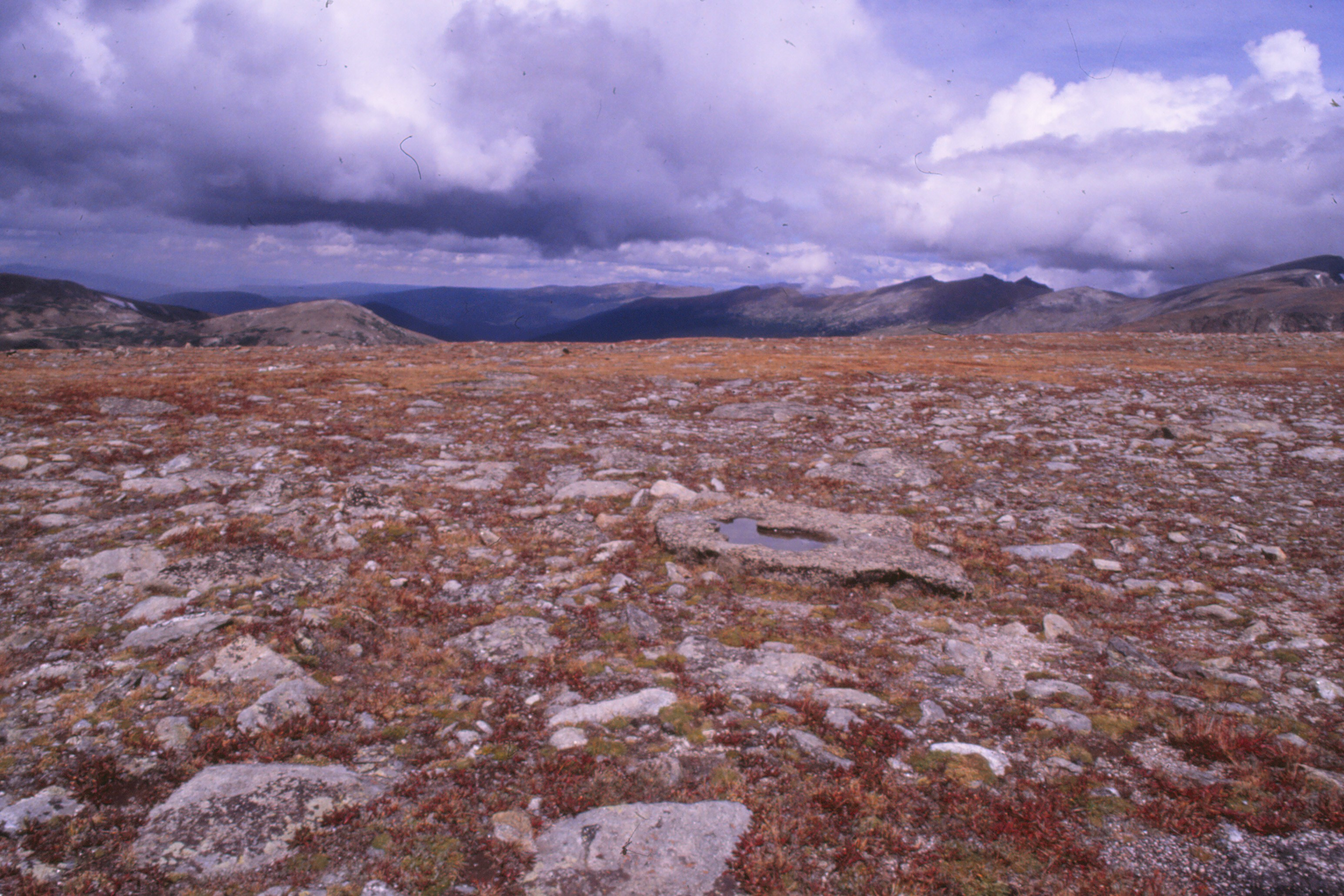
Tundra entlang der Trail Ridge Road

Als Trail Ridge Road, auch Trail Ridge Road/Beaver Meadow National Scenic Byway, wird der 77 km lange Straßenabschnitt des U.S. Highway 34 im Rocky-Mountain-Nationalpark zwischen Estes Park und Grand Lake (Colorado) genannt. Die Straße, die aufgrund ihrer touristischen Bedeutung als National Scenic Byway anerkannt wurde, ist der höchstgelegene durchgehende Highway der USA. Rund 18 Kilometer befinden sich über der Baumgrenze, der höchste Punkt der Straße liegt auf 3713 Meter.

## Routenbeschreibung
Vom Kawuneeche Visitor Center im Südwesten des Parks aus führt die Trail Ridge Road Richtung Norden durch das Kawuneeche Valley. Das Tal bietet zahlreiche Ausgangspunkte für Wanderungen, Trailheads, welche entlang des Colorado Rivers oder auf die Anhöhen führen.
Nach dem Colorado River Trailhead steigt die Straße an und wendet sich gegen Osten bis zur Farview Curve, einem beliebten Aussichtspunkt, von wo aus man einen Ausblick auf das Kawuneeche Valley und die Never Summer Mountains hat. Nach weiteren drei Kilometern erreicht man den Milner Pass, welcher die Nordamerikanische kontinentale Wasserscheide zwischen dem Atlantik und dem Pazifik bildet. 
Kurz nach dem Alpine Visitor Center erreicht man in östlicher Richtung den höchsten Punkt der Straße auf 3713 Metern Höhe (12.183 Fuß). Anschließend führt die Trail Ridge Road hinunter in Richtung Osten, vorbei an den Aussichtspunkten Rock Cut, Forest Canyon und Rainbow Curve. Die kurvenreiche Straße endet bei Estes Park, wo der U.S. Highway 34 und der U.S. Highway 36 zusammentreffen.
In den tiefer gelegenen Gebieten führt die Straße durch Bergwald aus Espen und Gelb-Kiefern. Mit zunehmender Höhe weicht der Bergwald subalpiner Vegetation aus dichten Tannen und Fichten. Oberhalb der Waldgrenze herrscht windiges Wetter vor. Die baumfreie Umgebung bietet einen weiten Blick in die Rocky Mountains.

## Entstehungsgeschichte
1921 wurde die Fall River Road, der erste befahrbare Zugang ins Hochland des Rocky-Mountain-Nationalparks eröffnet. Die einspurige Straße erwies sich aber wegen der starken Steigung (stellenweise bis zu 16 %) und den engen Kurven als ungeeignet für den motorisierten Verkehr.
Der National Park Service und die Federal Highway Administration einigten sich in der Folge auf eine neue Streckenführung. Die Arbeiten an der neuen Trail Ridge Road begannen 1929. Der erste Abschnitt zwischen Deer Ridge und dem Fall River Pass wurde 1929 fertiggestellt. Die neue maximale Steigung der Straße beträgt heute nicht mehr als 7 %. Der zweite Abschnitt durch das Kawuneeche Valley zum Grand Lake im Südwesten des Parks konnte 1938 eröffnet werden.
Wegen der vorherrschenden klimatischen Bedingungen konnten die Arbeiten am Bau der Straße nur während der Sommermonate zwischen Mitte Juni bis Mitte Oktober durchgeführt werden.